# Platysoma aequum
Platysoma aequum är en skalbaggsart som först beskrevs av J. L. Leconte 1863.  Platysoma aequum ingår i släktet Platysoma och familjen stumpbaggar. Inga underarter finns listade i Catalogue of Life.